# Kristine Quance
Kristine Quance (n. 1 aprilie 1975, Northridge⁠(d), California, SUA) este o înotătoare americană, medaliată olimpică. A participat la o ediție a Jocurilor Olimpice (1996) în care a câștigat două medalii de aur.